# Munfordville
Munfordville è un comune degli Stati Uniti d'America, situato nello Stato del Kentucky, nella contea di Hart, della quale è il capoluogo.